# 주디안 엘더
주디안 엘더(Judyann Elder, 1948년 8월 18일 ~ )는 미국의 배우, 연극 배우, 텔레비전 배우, 무대 연출가, 영화배우이다.
클리블랜드에서 태어났다.

## 영화
- 바이러스 (2016년)
- 세븐 파운즈 (2008년)
- 댓츠 소 레이번 (2003년)
- 벡커 (1998년)
- 캠퍼스 데드맨 (1998년)
- 플레이 클럽 (1998년)
- 우주인간 제시 (1989년)
- 머피 브라운 (1988년)
- 더 영 앤 더 레스트리스 (1973년)